# SC Freiburg
SC Freiburg este un club de fotbal din Freiburg, Germania, care evoluează în Bundesliga.

## Lotul sezonului 2025-2026
La 8 august 2025. 
| Nr. |          | Poziție | Jucător              |
| --- | -------- | ------- | -------------------- |
| 1   | Germania | P       | Noah Atubolu         |
| 3   | Austria  | F       | Philipp Lienhart     |
| 5   | Germania | F       | Anthony Jung         |
| 6   | Germania | M       | Patrick Osterhage    |
| 7   | Germania | A       | Derry Scherhant      |
| 8   | Germania | M       | Maximilian Eggestein |
| 9   | Germania | A       | Lucas Höler          |
| 11  | Ghana    | M       | Daniel-Kofi Kyereh   |
| 13  | Germania | M       | Noah Weißhaupt       |
| 14  | Japonia  | M       | Yuito Suzuki         |
| 17  | Germania | F       | Lukas Kübler         |
| 18  | Germania | A       | Eren Dinkçi          |
| 19  | Germania | F       | Jan-Niklas Beste     |
| 20  | Austria  | A       | Junior Adamu         |
| 21  | Germania | P       | Florian Müller       |

| Nr. |              | Poziție | Jucător                       |
| --- | ------------ | ------- | ----------------------------- |
| 22  | Burkina Faso | A       | Cyriaque Irié                 |
| 24  | Germania     | P       | Jannik Huth                   |
| 26  | Germania     | A       | Maximilian Philipp            |
| 27  | Germania     | M       | Nicolas Höfler                |
| 28  | Germania     | F       | Matthias Ginter               |
| 29  | Germania     | F       | Philipp Treu                  |
| 30  | Germania     | F       | Christian Günter (căpitan)    |
| 31  | Croația      | A       | Igor Matanović                |
| 32  | Italia       | M       | Vincenzo Grifo (vice-căpitan) |
| 33  | Franța       | F       | Jordy Makengo                 |
| 34  | Germania     | M       | Merlin Röhl                   |
| 37  | Germania     | F       | Max Rosenfelder               |
| 38  | Austria      | A       | Michael Gregoritsch           |
| 43  | Elveția      | F       | Bruno Ogbus                   |
| 44  | Elveția      | M       | Johan Manzambi                |

### Lot SC Freiburg II
Manager:  Marcus Sorg
| Nr. |          | Poziție | Jucător            |
| --- | -------- | ------- | ------------------ |
|     | Germania | P       | Michael Müller     |
|     | Germania | P       | Jürgen Rittenauer  |
|     | Germania | P       | Dominik Wohlfarth  |
|     | Germania | F       | Sandrino Braun     |
|     | Germania | F       | Thomas Fuhrler     |
|     | Germania | F       | Immanuel Höhn      |
|     | Polonia  | F       | Dennis Klossek     |
|     | Austria  | F       | Daniel Sereinig    |
|     | Germania | F       | Michael Schlegel   |
|     | Germania | F       | Timo Scherer       |
|     | Italia   | M       | Michele Borrozzino |
|     | Italia   | M       | Fabio Dell'Era     |

| Nr. |          | Poziție | Jucător               |
| --- | -------- | ------- | --------------------- |
|     | Germania | M       | Gabriel Gallus        |
|     | Germania | M       | Marc Lais             |
|     | Germania | M       | Maximilian Mehring    |
|     | Franța   | M       | Alexandre Maisonneuve |
|     | Germania | M       | Erich Sautner         |
|     | Germania | M       | Uwe Zangl             |
|     | Algeria  | A       | Mounir Bouziane       |
|     | Germania | A       | Florian Hornig        |
|     | Algeria  | A       | Idir Mokrani          |
|     | Mali     | A       | Ben Sangaré           |
|     | Turcia   | A       | Rahman Soyudogru      |
|     | Polonia  | A       | Timo Waslikowski      |